# Белорусских, Тима
Тимофе́й Андре́евич Моро́зов (бел. Цімафей Андрэевіч Марозаў; род. 1 октября 1998, Минск, Беларусь), более известный как Ти́ма Белору́сских (бел. Ціма Беларускіх), — белорусский певец, автор песен, композитор и музыкант. Сольную карьеру начал в 2017 году. Первую известность получил в 2018 году благодаря песне «Мокрые кроссы». За неё на Второй музыкальной премии «ЖАРА Music Awards» он получил награду в номинации «Хит года». Затем вышла песня «Незабудка», тоже ставшая хитом.

## Биография
Тимофей Морозов родился 1 октября 1998 года в Минске. Рос в полной семье, есть младшая сестра по матери. Жил в музыкальной среде — его отец в прошлом солист оперного театра (по состоянию на 2018 год живёт в Индии, где преподаёт музыку детям), а мать — учитель музыки (по состоянию на 2018 год в декретном отпуске).
С раннего детства увлекался музыкой. В 6 лет родители отвели его в музыкальную школу, где он занимался игрой на виолончели. Вопреки слухам о том, что Тима учился хорошо, сам он признавался, что это не так. Часто выступал на концертах школьной самодеятельности.
Поступил в Республиканскую гимназию-колледж при Белорусской государственной академии музыки и учился там до 9 класса, после чего перешёл в лингвистический колледж. Однако его учёба там прекратилась после двух четвертей. Он окончил 10 класс в школе и поступил в колледж искусств, в котором проучится меньше семестра. По его словам, играл в переходах на виолончели. Также подрабатывал продавцом мороженого и грузчиком.
В 2016 году участвовал в кастинге, организованном белорусским рэп-лейблом Kaufman в минском клубе «Re: Public». На следующий год опять принял участие в кастинге Kaufman и вновь был отсеян жюри. Однако, руководитель лейбла Александр Розниченко, которому понравилось творчество Тимы Белорусских, всё-таки решил начать с ним работать.
По словам самого Тимы Белорусских, на момент выхода сделавшей его знаменитым песни «Мокрые кроссы» он работал официантом в ресторане. Песня была выложена на YouTube в середине августа 2018 года. Спустя месяц она уже была в топе социальной сети «ВКонтакте» и стриминговых сервисов, откуда не выходит. В частности, она достигла первой пятёрки музыкального сервиса Apple Music, а также 1-го места раздела «Популярное» (в музыкальных рекомендациях) социальной сети «ВКонтакте». В итоге песня стала 11-й по популярности песней того года в социальной сети «ВКонтакте».
20 октября 2018 года дал в Минске всё в том же клубе «Re:Public» свой первый сольный концерт. Далее были концерт в Гомеле 26 октября, в Новополоцке 3 ноября и 7 ноября ещё один в Минске.
30 января 2019 года состоялся релиз первого сольного альбома Тимы Белорусских «Твой первый диск — моя кассета».
23 ноября 2019 года Тима получил музыкальную премию «Золотой граммофон» за песню «Незабудка», которая стала хитом.
31 января 2020 года состоялся релиз второго сольного альбома «Моя кассета — твой первый диск».
16 мая 2020 года Тима победил в номинации «Любимый музыкальный исполнитель российских зрителей» на премии «Kids' Choice Awards 2020».
В августе 2020 года Белорусских поддержал сограждан, участвовавших в протестных акциях после президентских выборов в Беларуси, победителем которых, по официальным данным, стал действующий глава государства Александр Лукашенко.
В конце 2020 года сообщил об уходе из Kaufman Label.
24 марта 2023 года выпустил первый, после ареста, сингл под названием «Отпусти».
28 апреля 2023 года вышел сингл «Воспоминания».
26 января 2024 года выпустил трек «Очередной памятный» спродюсированный Slava Marlow.
12 апреля 2024 года под лейблом «Kaufman Music» вышел трек «Маршрутки», сниппет которого появился в сети ещё в 2020 году.

## Личная жизнь
По информации, появившейся в прессе в середине февраля 2019 года, у Тимы Белорусских есть дочь по имени София (род. 2015) от девушки по имени Яна. На момент рождения ребёнка Тиме было 16 лет, а Яне — 17.

## Уголовное дело
10 января 2021 года был задержан правоохранительными органами Беларуси по обвинению в хранении запрещённых наркотических веществ, которые были обнаружены у артиста дома. 25 марта 2021 года прокуратура Московского района Минска направила в суд уголовное дело о незаконном обороте наркотиков против 22-летнего музыкального исполнителя и его 25-летнего знакомого. Свою вину они признали и раскаялись в содеянном; согласно части 1 статьи 328 Уголовного кодекса Беларуси («Незаконный оборот наркотических средств, психотропных веществ, их прекурсоров и аналогов»), за хранение наркотиков без цели сбыта предусмотрено наказание в виде ограничения свободы на срок до пяти лет или лишения свободы на срок от двух до пяти лет. 16 апреля 2021 года приговорён судом в Минске к ограничению свободы сроком на два года без направления в исправительное учреждение.

## Дискография

### Альбомы
| Год  | Название                                                                          |
| ---- | --------------------------------------------------------------------------------- |
| 2019 | - Твой первый диск — моя кассета - Выпущен: 30 января 2019 - Лейбл: Kaufman Label |
| 2020 | - Моя кассета — твой первый диск - Выпущен: 31 января 2020 - Лейбл: Kaufman Label |

### Синглы и избранные песни
| Год  | Название                          | Чарты                           | Чарты                 | Чарты                   | Примечания                                                |
| Год  | Название                          | СНГ                             | СНГ                   | СНГ                     | Примечания                                                |
| Год  | Название                          | TopHit Top Radio & YouTube Hits | TopHit Top Radio Hits | TopHit Top YouTube Hits | Примечания                                                |
| ---- | --------------------------------- | ------------------------------- | --------------------- | ----------------------- | --------------------------------------------------------- |
| 2017 | RASSVET                           |                                 |                       |                         | цифровой сингл                                            |
| 2018 | Дождь                             |                                 |                       |                         | цифровой сингл                                            |
| 2018 | Взял и полетел                    |                                 |                       |                         | цифровой сингл                                            |
| 2018 | Девочка-песня                     |                                 |                       |                         | цифровой сингл                                            |
| 2018 | Мокрые кроссы                     | 25                              | 69                    | 11                      | цифровой сингл                                            |
| 2018 | Привет, давай перевернём          |                                 |                       |                         | цифровой сингл                                            |
| 2018 | О простом                         |                                 |                       |                         | цифровой сингл                                            |
| 2018 | Искры                             |                                 |                       |                         | цифровой сингл                                            |
| 2018 | Не онлайн                         |                                 |                       |                         | цифровой сингл                                            |
| 2018 | Незабудка                         |                                 |                       |                         | цифровой сингл                                            |
| 2019 | Я больше не напишу                | 174                             | —                     | 97                      | песня с 1-го альбома                                      |
| 2019 | Витаминка                         |                                 |                       |                         | песня с 1-го альбома                                      |
| 2019 | Возвращаться уже поздно           |                                 |                       |                         | песня с 1-го альбома                                      |
| 2019 | Цветочный сад                     |                                 |                       |                         | песня с 1-го альбома                                      |
| 2019 | Руферы                            |                                 |                       |                         | песня с 1-го альбома                                      |
| 2019 | Мальчик бабл-гам                  |                                 |                       |                         | песня с 1-го альбома                                      |
| 2019 | Песня-SOS                         |                                 |                       |                         | песня с 1-го альбома                                      |
| 2019 | Поезда                            |                                 |                       |                         | цифровой сингл                                            |
| 2019 | Пост                              |                                 |                       |                         | саундтрек к одноимённому аудиосериалу Дмитрия Глуховского |
| 2019 | Привычка убегать                  |                                 |                       |                         | цифровой сингл                                            |
| 2019 | Алёнка                            |                                 |                       |                         | цифровой сингл                                            |
| 2019 | Целовать                          |                                 |                       |                         | цифровой сингл                                            |
| 2019 | Найду тебя                        |                                 |                       |                         | цифровой сингл                                            |
| 2019 | Альфа и Омега                     |                                 |                       |                         | цифровой сингл                                            |
| 2019 | Минута вечера (feat. просто Лера) |                                 |                       |                         | цифровой сингл                                            |
| 2020 | Повторим                          |                                 |                       |                         | песня со 2-го альбома                                     |
| 2020 | Подземка                          |                                 |                       |                         | песня со 2-го альбома                                     |
| 2020 | Одуванчик                         |                                 |                       |                         | песня со 2-го альбома                                     |
| 2020 | Во дворе                          |                                 |                       |                         | песня со 2-го альбома                                     |
| 2020 | Птичка                            |                                 |                       |                         | песня со 2-го альбома                                     |
| 2020 | Любовь по-белорусски              |                                 |                       |                         | песня со 2-го альбома                                     |
| 2020 | Не меняй                          |                                 |                       |                         | песня со 2-го альбома                                     |
| 2020 | Фотоплёнка                        |                                 |                       |                         | цифровой сингл                                            |
| 2020 | Тянет к тебе                      |                                 |                       |                         | цифровой сингл                                            |
| 2020 | ВЕСНУШКИ                          |                                 |                       |                         | цифровой сингл                                            |
| 2020 | В последний раз                   |                                 |                       |                         | цифровой сингл                                            |
| 2020 | Окей                              |                                 |                       |                         | цифровой сингл                                            |
| 2021 | Потерял себя (feat. OG Buda)      |                                 |                       |                         | цифровой сингл                                            |
| 2021 | Тает ещё                          |                                 |                       |                         | цифровой сингл                                            |
| 2021 | Тебе лучше не знать               |                                 |                       |                         | цифровой сингл                                            |
| 2021 | Пробегал мимо (feat. Murovei)     |                                 |                       |                         | цифровой сингл                                            |
| 2021 | Под звездопадом                   |                                 |                       |                         | цифровой сингл                                            |
| 2021 | Дерево (feat. Thrill Pill)        |                                 |                       |                         | цифровой сингл                                            |
| 2021 | Знаток                            |                                 |                       |                         | цифровой сингл                                            |
| 2023 | Отпусти                           |                                 |                       |                         | цифровой сингл                                            |
| 2023 | Воспоминания                      |                                 |                       |                         | цифровой сингл                                            |
| 2024 | Очередной памятный                |                                 |                       |                         | цифровой сингл                                            |
| 2024 | Маршрутки                         |                                 |                       |                         | цифровой сингл                                            |

### Гостевое участие
| Название       | Год  | Исполнитель      | Альбом             |
| -------------- | ---- | ---------------- | ------------------ |
| «Без обид»     | 2021 | White Punk       | «Сириус 2.0.»      |
| «Дерево»       | 2021 | Thrill Pill      | «Грустное/Весёлое» |
| «Спасибо маме» | 2022 | Thrill Pill, SKB | «Грустное/Весёлое» |

## Видеоклипы
| Год  | Клип                        | Режиссёр       | Альбом                         |
| ---- | --------------------------- | -------------- | ------------------------------ |
| 2017 | «RASSVET»                   | не указан      | без альбома                    |
| 2017 | «Заново»                    | не указан      | без альбома                    |
| 2018 | «Мокрые кроссы + Незабудка» | Макс Максимов  | без альбома                    |
| 2019 | «Витаминка»                 | Макс Максимов  | Твой первый диск — моя кассета |
| 2019 | «Целовать»                  | не указан      | без альбома                    |
| 2019 | «Привычка убегать»          | не указан      | без альбома                    |
| 2020 | «Фотоплёнка»                | не указан      | без альбома                    |
| 2021 | «Окей»                      | Андрей Светлов | без альбома                    |
| 2021 | «Тает ещё»                  | Андрей Светлов | без альбома                    |

## Годовые чарты
| Песня                              | Чарт (2018)                            | Поз. | Ист.   |
| ---------------------------------- | -------------------------------------- | ---- | ------ |
| Тима Белорусских — «Мокрые кроссы» | Apple Music Топ-100 в России: 2018 год | 35   | [ 80 ] |
| Тима Белорусских — «Мокрые кроссы» | TopHit YouTube — Top Year-End Hits     | 129  | [ 81 ] |

## Премии и номинации
| Год  | Премия                                                | Категория                                           | Номинант / Номинированная работа | Результат | Ист.   |
| ---- | ----------------------------------------------------- | --------------------------------------------------- | -------------------------------- | --------- | ------ |
| 2019 | Премия RU.TV 2019                                     | Мощный старт                                        | Тима Белорусских                 | Номинация |        |
| 2019 | GQ Человек года 2019                                  | Музыкант года                                       | Тима Белорусских                 | Номинация | [ 82 ] |
| 2019 | Российская национальная музыкальная премия «Виктория» | Танцевальный хит года                               | «Мокрые кроссы»                  | Номинация | [ 83 ] |
| 2019 | Российская музыкальная премия «Золотой Граммофон»     | Тима Белорусских                                    | «Незабудка»                      | Победа    | [ 84 ] |
| 2020 | «Новое радио Awards»                                  | Лучший артист                                       | Тима Белорусских                 | Номинация | [ 85 ] |
| 2020 | «Новое радио Awards»                                  | Прорыв года                                         | Тима Белорусских                 | Номинация | [ 85 ] |
| 2020 | Nickelodeon Kids’ Choice Awards                       | Любимый музыкальный исполнитель российских зрителей | Тима Белорусских                 | Победа    | [ 86 ] |